# لويس سواريز
لويس ألبرتو سواريز دياز (بالإسبانية: Luis Suárez؛ تلفظ بالإسبانية: /ˈlwis ˈswaɾes/؛ مواليد 24 يناير 1987) هو لاعب كرة قدم أوروغواياني يلعب رأسَ حربة لنادي إنتر ميامي. يُرى سواريز على نطاق واسع على أنه أحد أفضل المهاجمين في العالم.
في يوليو 2014، انتقل سواريز من ليفربول إلى برشلونة مقابل 82.3 مليون يورو،. جرى الانتقال بعد فوزه بالحذاء الذهبي الأوروبي في الموسم السابق مع ليفربول. في أكتوبر 2015، سجل اللاعب الهدف الـ300 في مسيرته الاحترافية.

## مسيرته الكروية

### بداياته
بدأ مسيرته الكروية مع نادي ناسيونال في عام 2005، ولعب معهم حتى عام 2006، ولعب معهم 29 مباراة وسجل 12 هدف، وفي موسم 2006–07 انتقل إلى نادي غرونيننغن الهولندي، ولعب معهم 33 مباراة وسجل 13 هدف، وفي أغسطس 2007 انتقل إلى نادي أياكس أمستردام الهولندي بعد ذلك في عام 2011 وتحديدا في شهر يناير انتقل إلى نادي ليفربول الإنجليزي.وهو يلعب مع منتخب أوروغواي لكرة القدم منذ عام 2007.
انضم سواريز إلى فريق ناسيونال مونتيفيديو المحلي للشباب في سن 14 عاما. في إحدى الليالي تم القبض عليه يشرب ويرتاد الحفلات، وهدده مدربه انه لن يلعب إلا إذا بدأ لعب كرة القدم بشكل أكثر جدية. في مايو 2005، في سن 16 عاما، لعب لأول مرة الأولى ضد فريق جونيور دي بارانكيا في كأس ليبرتادوريس. وسجل هدفه الأول في سبتمبر 2005 وساعد في فوز ناسيونال الأوروغواياني 2005–06 الدوري برصيد 10 أهداف في 28 مباراة.

### أياكس
في عام 2006 شاهده مجموعة من كشافي فريق غرونينغين الهولندي أثناء وجودهم في الأوروغواي ومن خلال مباراة واحد لعبها سواريز قرروا ضمه مقابل (800.000) جنيه حيث انتقل إلى هولندا ولكنه عانى كثيراً من حيث اللغة ولم يتأقلم إلا عندما بذل مجهوداً كبيراً من أجل تعلم اللغة الهولندية.
وبعد أن أحرز عشرة أهداف للفريق في موسم 2006–07 للفريق الهولندي طلب مسؤولو فريق أياكس ضمه مقابل (3.5) ملايين جنيه لكن غرونينغين رفض العرض مما أصاب النجم الأوروغواياني بخيبة الأمل قبل أن يرفع أياكس عرضه إلى (7.5) ملايين جنيه وينتقل سواريز إلى العملاق أياكس. تألق سواريز كثيراً في صفوف أياكس حيث لعب له 110 مباريات محرزاً 81 هدفاً، وفي عام 2011 انتقل إلى ليفربول الإنجليزي مواصلا تألقه وحسمه للكثير من المباريات.

### ليفربول

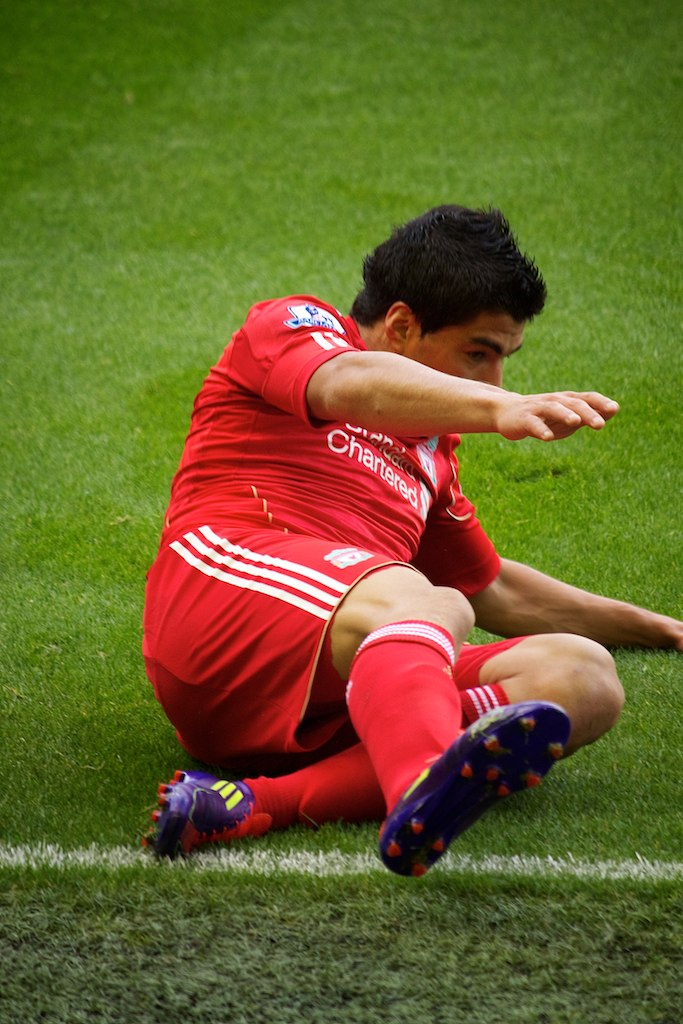
سواريز مع ليفربول

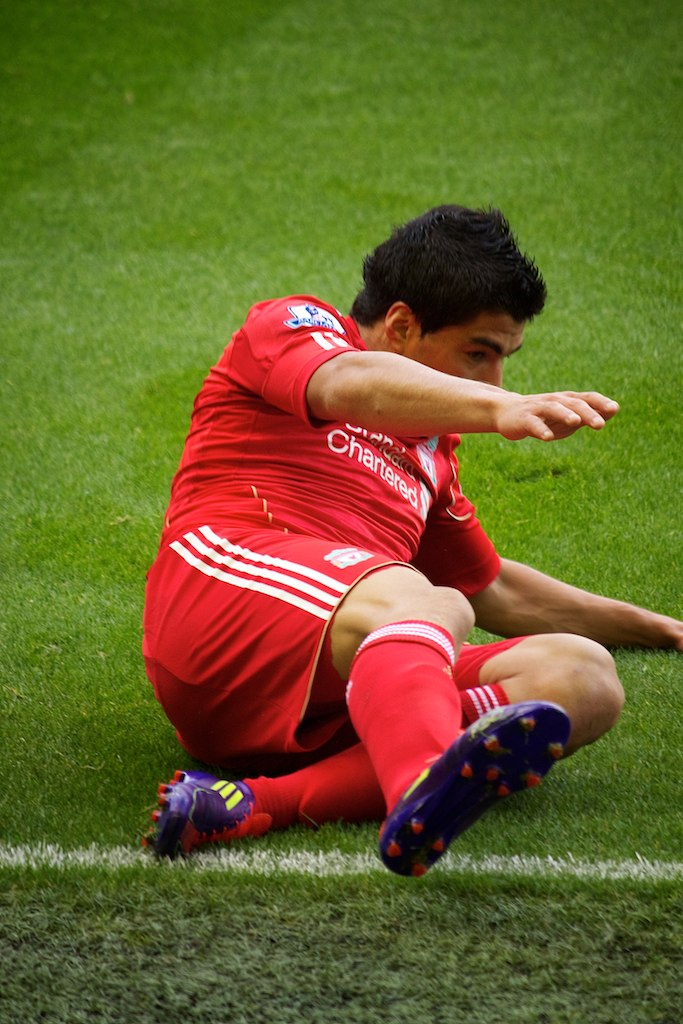
سواريز مع ليفربول

في صيف 2011 إنتقل سواريز إلى نادي ليفربول الإنجليزي قادما من أياكس أمستردام، حاز على بطولة كأس رابطة الأندية الإنجليزية المحترفة في أول مواسمه، واستطاع أن يحرز الحذاء الذهبي مناصفة مع كريستيانو رونالدو في 2014، لعب لليفربول 110 مباريات وسجل 68 هدف.

### برشلونة
وفي 11 يوليو 2014 انتقل سواريز إلى نادي برشلونة الإسباني، وبالرغم من عدم كشف قيمة الصفقة، إلا أن الصحافة الإنجليزية تؤكد بأنها تقترب من قيمة 75 مليون جنيه استرليني (94.34 مليون يورو). حيث ارتدى القميص رقم 9 مع الفريق. وفي بداية الموسم الجديد لم يلعب سواريز بعض المباريات نتيجة عقوبة المنع التي أصدرها بحقه الاتحاد الدولي لكرة القدم، بعدما قام بعض المدافع الإيطالي جورجيو كيلليني في بطولة كأس العالم 2014 حيث بدأ أولى مبارياته في الكلاسيكو أمام ريال مدريد في 26 أكتوبر 2014 التي خسرها بنتيجة 3–1. في 2015 سجل هدفين في مرمى ريال مدريد حيث أن الأهداف كانت هدف 40 له مع برشلونة. حيث شملت العقوبة منع سواريز من لعب أي مباراة رسمية لمدة 4 أشهر (لغاية 26 أكتوبر)، وتم في يوم 14 اغسطس 2014 قرار المحكمة الرياضية بالسماح له بالتدريب ودخول الملعب فقط .

#### موسم 2016–17
يوم 14 أغسطس، سجل سواريز أول أهدافه الرسمية في موسم 2016–17 في مباراة ذهاب كأس السوبر الإسباني 2016 التي انتهت بفوز برشلونة بنتيجة 2–0. يوم 20 أغسطس، سجل سواريز هاتريك في أولى مباريات برشلونة في الدوري الإسباني ضد ريال بيتيس والتي انتهت بفوز برشلونة بنتيجة 6–2.

#### موسم 2017–18
في بداية الموسم خسر برشلونة السوبر الاسباني أمام غريمه التقليدي ريال مدريد بمجموع المباراتين 5–1 وسجل أول اهدافه في الموسم في ديربي كاتلونيا أمام نادي اسبانيول حيث سجل الهدف الخامس بصناعة من زميله الفرنسي عثمان ديمبيلي وسجل لويس سواريز أول ثنائية له في الموسم أمام نادي ليغانيس حيث انتهت النتيجة 3–0 لصالح البلاوغرانا واستطاع أيضا تسجيل هدف في آخر الدقائق ضد نادي اتلتيكو مدريد لتصبح النتيجة 1–1 ويحافظ على سجل النادي في بطولة الدوري خاليا من الخسائر، وسجل لويس الهدف رقم 400 في مسيرته أمام ريال مدريد بصناعة من زميله الاسباني سيرجي روبيرتو لتنتهي المباراة بفوز برشلونة 3–0.

#### موسم 2018–19
في 2 سبتمبر 2018، سجل سواريز هدفين لبرشلونة في مباراة الفوز 8–2 على نادي هويسكا الذي صعد حديثا. بعد أسبوع، سجل هدفاً في المباراة التي انتهت بفوز فريقه 2–1 على ريال سوسييداد. في 28 أكتوبر، سجل سواريز هاتريك تاريخي في مباراة الفوز 5–1 على ريال مدريد في الكلاسيكو. ليصبح سواريز ثاني لاعب من برشلونة (بعد ميسي) يسجل هاتريك في الكلاسيكو في الدوري منذ روماريو في عام 1994. تمكن في النهاية من الفوز بلقب الدوري الإسباني للمرة الرابعة مع برشلونة. ومع ذلك، سجل سواريز هدفًا واحدًا فقط في دوري أبطال أوروبا 2018–19، وكان في مباراة الفوز 3–0 على ناديه السابق ليفربول في مباراة الذهاب نصف النهائي، ثم خسر برشلونة مباراة الإياب 0–4 على ملعب أنفيلد ليتم إقصاؤه من المنافسة.

#### موسم 2019–20
سجل سواريز ثنائية الفوز 2–1 على إنتر ميلان في دور المجموعات لدوري أبطال أوروبا 2019–20. في وقت لاحق، سجل هدفًا في الهزيمة 2–8 أمام بايرن ميونخ في ربع النهائي، ليخرج برشلونة بدون ألقاب لأول مرة منذ منذ موسم 2007–08.

### أتلتيكو مدريد
في 23 سبتمبر 2020، بعد فشله في الانضمام إلى يوفنتوس ووسط اتهامات بأنه غش في طريقه للحصول على الجنسية الإيطالية، وقع سواريز عقدًا لمدة عامين مع أتلتيكو مدريد.

#### موسم 2020–21
في 27 سبتمبر، شارك لأول مرة مع النادي، وسجل هدفين وصنع هدف ماركوس يورينتي في الفوز 6–1 على غرناطة.

## مسيرته الدولية

### كأس العالم 2010
استطاع سواريز الملقب بلاعب كرة اليد من تسجيل ثلاثة أهداف في كأس العالم، وتعرض للطرد في مباراة الربع النهائي مع غانا بسبب تعمده إبعاد كرة عن مرمى منتخبه بيده فتحسب ركلة جزاء في آخر ثواني المباراة ولكن الكرة أصابت القائم العلوي من المرمى وكان لهذا التصرف منه دور كبير في تأهل الاوروغواي إلى الدور نصف النهائي.

### كوبا أمريكا 2011

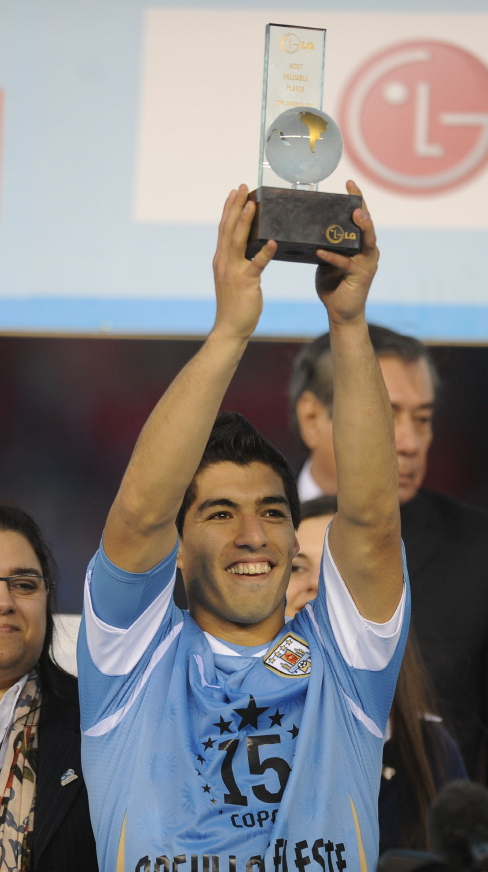
سواريز أفضل لاعب في كوبا أمريكا 2011

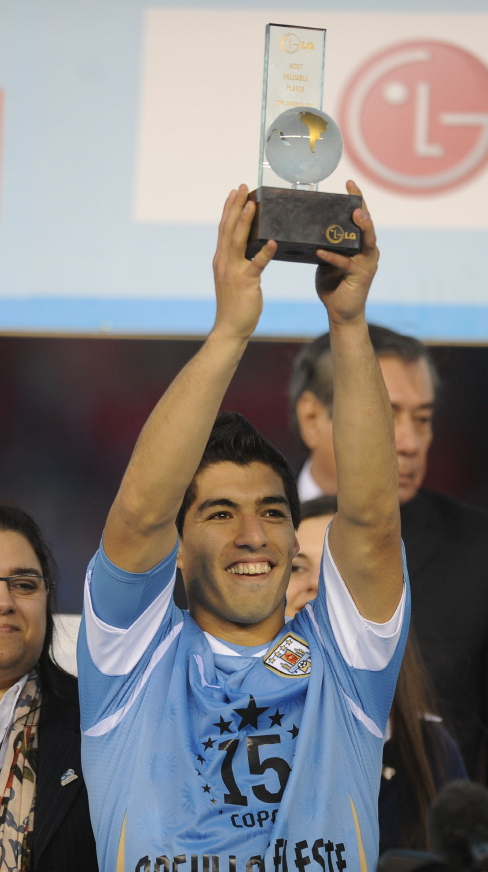
سواريز أفضل لاعب في كوبا أمريكا 2011

في بطولة كوبا أمريكا سجل سواريز أول أهدافه في المباراة الافتتاحية أمام البيرو و التي انتهت 1–1. الاوروغواي أنهت دور المجموعات في المركز الثاني وتأهلوا للدور الثاني. في دوري ربع النهائي أقصت الأوروغواي البلد المضيف الأرجنتين بركلات الجزاء بنتيجة 4–5 بعد أن انتهت أشواط المباراة بالتعادل الإيجابي 1–1. في دور نصف النهائي سواريز سجل هدفين أمام البيرو لتتأهل الاوروغواي للنهائي بعد الفوز بنتيجة 2–0. أمام منتخب الباراغواي في النهائي سجل سواريز الهدف الأول لمنتخب بلاده لتفوز الاوروغواي بنتيجة 3–0 و تصبح بطلة كوبا للمرة 15 في تاريخها. سواريز أنهى البطولة بتسجيله 4 أهداف وفاز بجائزة أفضل لاعب في البطولة.

### الألعاب الأولمبية 2012
شارك لويس سواريز في الألعاب الأولمبية الصيفية 2012 مع منتخب الأوروغواي. وساعد منتخبه في الفوز على منتخب تشيلي بنتيجة 6–4 في المباريات الاستعدادية للأولمبياد وسجل هاتريك.
تم اختيار سواريز كابتن الأوروغواي في الأولمبياد. في المباراة الافتتاحية تمكن منتخبه من هزيمة منتخب الإمارات العربية المتحدة. بعد ذلك خسرت الأوروغواي مباراتين الأولى من السنغال ثم من منتخب بريطانيا لتغادر البطولة من دور المجموعات بدون أن يسجل سواريز أي هدف.

### كأس القارات 2013
شارك سواريز في بطولة كأس القارات 2013 المقامة في البرازيل. وفي المباراة الافتتاحية سجل هدف من ركلة حرة من على بعد 25 ياردة أمام منتخب إسبانيا لكن الأوروغواي خسرت المباراة بنتيجة 2–1. بعد ذلك سجل سواريز ثنائية أمام منتخب تاهيتي وساعد منتخبه على الفوز بنتيجة 8–0 ليصبح بعد ذلك أكثر سجل في تاريخ منتخب الأوروغواي بـ 35 هدف. الأوروغواي تأهلت للأدوار الاقصائية لتقابل البرازيل لكنها خسرت بنتيجة 1–2 لتودع البطولة.

### كأس العالم 2014
لعب لويس سواريز مبارتين فقط في مونديال البرازيل، سجل في الأولى هدفين ضد إنجلترا، بينما الثانية كانت أمام المنتخب الإيطالي، حيث قام بعض المدافع الإيطالي جورجيو كيلليني، وقد وكانت عقوبة الفيفا له هي منعه من القيام بأي نشاط كروي لمدة 4 أشهر و9 مباريات دولية، وهي أطول عقوبة منع في تاريخ الاتحاد الدولي لكرة القدم، حيث كانت في السابق مسجلة باسم الإيطالي ماورو تاسوتي عندما قام بكسر أنف الإسباني لويس انريكي في كأس العالم 1994 في الولايات المتحدة.

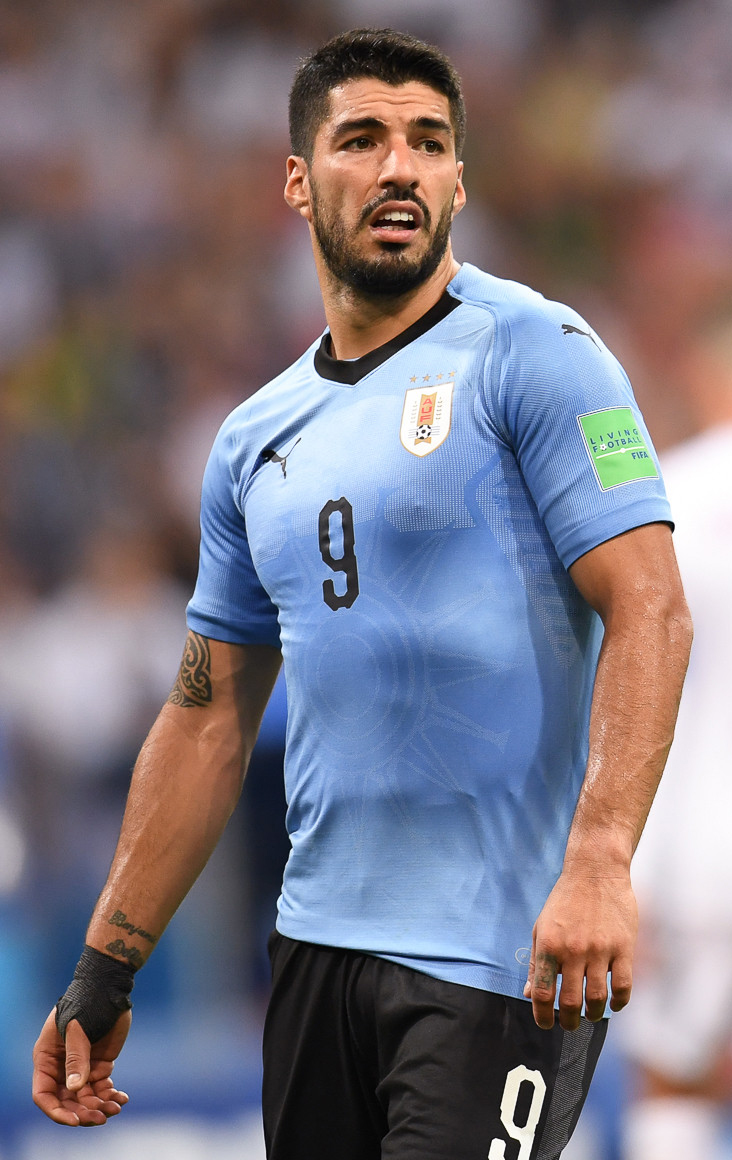
سواريز يلعب ضد البرتغال في دور الـ16 من كأس العالم 2018.

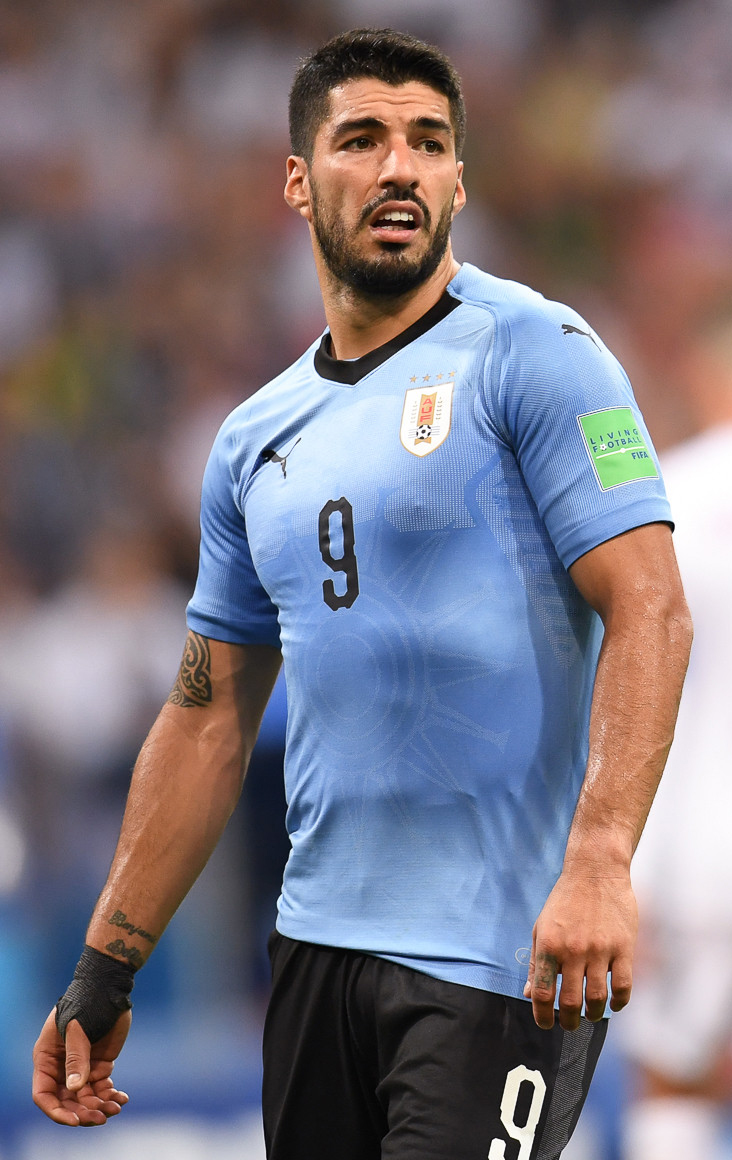
سواريز يلعب ضد البرتغال في دور الـ16 من كأس العالم 2018.

### كأس العالم 2018 وكوبا أمريكا المئوية
في 25 مارس 2016، بعد أكثر من عام من الغياب الدولي، سجل سواريز هدف التعادل أمام البرازيل لتنتهي المباراة بالتعادل 2–2 في تصفيات كأس العالم 2018. أدرج سواريز في تشكيلة منتخب الأوروغواي المكونة من 23 لاعب للمشاركة في كوبا أمريكا المئوية، على الرغم من أنه يعاني من إصابة في أوتار الركبة منذ نهائي كأس ملك إسبانيا 2016 في 22 مايو. على الرغم من أنه بقي في تشكيلة الفريق، إلا أنه غاب عن مباراتي الخسارة في المجموعات مام المكسيك وفنزويلا، مما أدى إلى إقصاء منتخبع من الدور الأول من البطولة. وبقي مرة أخرى على مقاعد البدلاء في مباراة فوز الأوروغواي في المباراة الأخيرة 3–0 على جامايكا في 13 يونيو.
سجل سواريز هدفين في 10 أكتوبر 2017 حيث فازت الأوروغواي 4–2 على ضيفتها بوليفيا في آخر مباراة لها في تصفيات كأس العالم، مما ضمن لها مكان في كأس العالم في روسيا. في مارس، فازت الأوروغواي بكأس الصين 2018، وسجل سواريز هدفه الدولي رقم 50 عن طريق ركلة جزاء ضد التشيك في نصف النهائي. شارك في مباراة رقم 100 في 20 يونيو 2018 في ثاني مباراة المنتخب في المجموعات في كأس العالم، وسجل هدف المباراة الوحيد ضد السعودية على ملعب روستوف أرينا في روستوف ليضمن التأهل لمنتخب بلاده إلى دور الـ16. في مباراة دور الـ16 ضد البرتغال في 30 يونيو، صنع سواريز هدف المباراة الافتتاحي لكافاني، وأنتهت المباراة بفوز منتخب 2–1. في 6 يوليو أُقصيت الأوروغواي من البطولة بعد هزيمتها 2–0 أمام فرنسا – البطل لاحقًا – في دور الثمانية.

## الإحصائيات

### النادي
آخر تحديث 22 مايو 2021. 
| النادي        | الموسم   | الدوري               | الدوري | الدوري  | الكأس الوطني | الكأس الوطني | كأس الدوري | كأس الدوري | قاري   | قاري    | أخرى   | أخرى    | المجموع | المجموع |
| النادي        | الموسم   | الدوري               | الظهور | الأهداف | الظهور       | الأهداف      | الظهور     | الأهداف    | الظهور | الأهداف | الظهور | الأهداف | الظهور  | الأهداف |
| ------------- | -------- | -------------------- | ------ | ------- | ------------ | ------------ | ---------- | ---------- | ------ | ------- | ------ | ------- | ------- | ------- |
| ناسيونال      | 2005–06  | الدوري الأوروغواياني | 27     | 10      | —            | —            | —          | —          | 3      | 0       | 4      | 2       | 34      | 12      |
| غرونيننغن     | 2006–07  | الدوري الهولندي      | 29     | 10      | 2            | 1            | —          | —          | 2      | 1       | 4      | 3       | 37      | 15      |
| أياكس         | 2007–08  | الدوري الهولندي      | 33     | 17      | 3            | 2            | —          | —          | 4      | 1       | 4      | 2       | 44      | 22      |
| أياكس         | 2008–09  | الدوري الهولندي      | 31     | 22      | 2            | 1            | —          | —          | 10     | 5       | –      | –       | 43      | 28      |
| أياكس         | 2009–10  | الدوري الهولندي      | 33     | 35      | 6            | 8            | —          | —          | 9      | 6       | —      | —       | 48      | 49      |
| أياكس         | 2010–11  | الدوري الهولندي      | 13     | 7       | 1            | 1            | —          | —          | 9      | 4       | 1      | 0       | 24      | 12      |
| أياكس         | المجموع  | المجموع              | 110    | 81      | 12           | 12           | —          | —          | 32     | 16      | 5      | 2       | 159     | 111     |
| ليفربول       | 2010–11  | الدوري الإنجليزي     | 13     | 4       | 0            | 0            | 0          | 0          | 0      | 0       | —      | —       | 13      | 4       |
| ليفربول       | 2011–12  | الدوري الإنجليزي     | 31     | 11      | 4            | 3            | 4          | 3          | —      | —       | —      | —       | 39      | 17      |
| ليفربول       | 2012–13  | الدوري الإنجليزي     | 33     | 23      | 2            | 2            | 1          | 1          | 8      | 4       | —      | —       | 44      | 30      |
| ليفربول       | 2013–14  | الدوري الإنجليزي     | 33     | 31      | 3            | 0            | 1          | 0          | —      | —       | —      | —       | 37      | 31      |
| ليفربول       | المجموع  | المجموع              | 110    | 69      | 9            | 5            | 6          | 4          | 8      | 4       | —      | —       | 133     | 82      |
| برشلونة       | 2014–15  | الدوري الإسباني      | 27     | 16      | 6            | 2            | —          | —          | 10     | 7       | —      | —       | 43      | 25      |
| برشلونة       | 2015–16  | الدوري الإسباني      | 35     | 40      | 4            | 5            | —          | —          | 9      | 8       | 5      | 6       | 53      | 59      |
| برشلونة       | 2016–17  | الدوري الإسباني      | 35     | 29      | 6            | 4            | —          | —          | 9      | 3       | 1      | 1       | 51      | 37      |
| برشلونة       | 2017–18  | الدوري الإسباني      | 33     | 25      | 6            | 5            | —          | —          | 10     | 1       | 2      | 0       | 51      | 31      |
| برشلونة       | 2018–19  | الدوري الإسباني      | 33     | 21      | 5            | 3            | —          | —          | 10     | 1       | 1      | 0       | 49      | 25      |
| برشلونة       | 2019–20  | الدوري الإسباني      | 28     | 16      | 0            | 0            | —          | —          | 7      | 5       | 1      | 0       | 36      | 21      |
| برشلونة       | المجموع  | المجموع              | 191    | 147     | 27           | 19           | —          | —          | 55     | 25      | 10     | 7       | 283     | 198     |
| أتلتيكو مدريد | 2020–21  | الدوري الإسباني      | 32     | 21      | 0            | 0            | —          | —          | 6      | 0       | —      | —       | 38      | 21      |
| الإجمالي      | الإجمالي | الإجمالي             | 499    | 338     | 50           | 37           | 6          | 4          | 107    | 46      | 23     | 14      | 685     | 439     |

1. ↑  تشمل مسابقات الكأس مثل كأس هولندا، وكأس الاتحاد الإنجليزي وكأس ملك إسبانيا
2. ↑  تشمل كأس رابطة الأندية الإنجليزية المحترفة
3. ↑  مباراة في كوبا ليبرتادوريس
4. ↑  مباراتين وهدفين في تصفيات الدوري الأوروغواياني الممتاز
5. 1 2  المباريات في كأس الاتحاد الاوروبي
6. 1 2  المباريات في تصفيات الدوري الهولندي
7. ↑  مباراتين وهدف واحد في دوري أبطال أوروبا، ومباراتين في كأس الاتحاد الأوروبي.
8. 1 2  المباريات في كأس الاتحاد الأوروبي
9. 1 2 3 4 5 6 7 8  المباريات في دوري أبطال أوروبا
10. ↑  المباريات في كأس السوبر الهولندي
11. ↑  مباراة واحدة وهدف في كأس السوبر الأوروبي، مباراتين في كأس السوبر الإسباني مباراتين و5 أهداف في كأس العالم للاندية.
12. 1 2 3 4  المباريات في كأس السوبر الإسباني

### الدولية
| الأوروغواي | الأوروغواي | الأوروغواي |
| السنة      | الظهور     | الأهداف    |
| ---------- | ---------- | ---------- |
| 2007       | 6          | 2          |
| 2008       | 10         | 4          |
| 2009       | 12         | 3          |
| 2010       | 11         | 7          |
| 2011       | 13         | 10         |
| 2012       | 8          | 3          |
| 2013       | 16         | 9          |
| 2014       | 6          | 5          |
| 2016       | 8          | 3          |
| 2017       | 5          | 2          |
| 2018       | 11         | 6          |
| 2019       | 7          | 4          |
| 2020       | 3          | 4          |
| 2021       | 12         | 2          |
| 2022       | 9          | 3          |
| 2023       | 1          | 0          |
| 2024       | 5          | 1          |
| المجموع    | 143        | 69         |

## الإنجازات
ناسيونال
- دوري الأوروغواي: 2005–06، 2022-23

أياكس
- الدوري الهولندي: 2010–11
- كأس هولندا: 2009–10
- كأس السوبر الهولندي: 2007

ليفربول

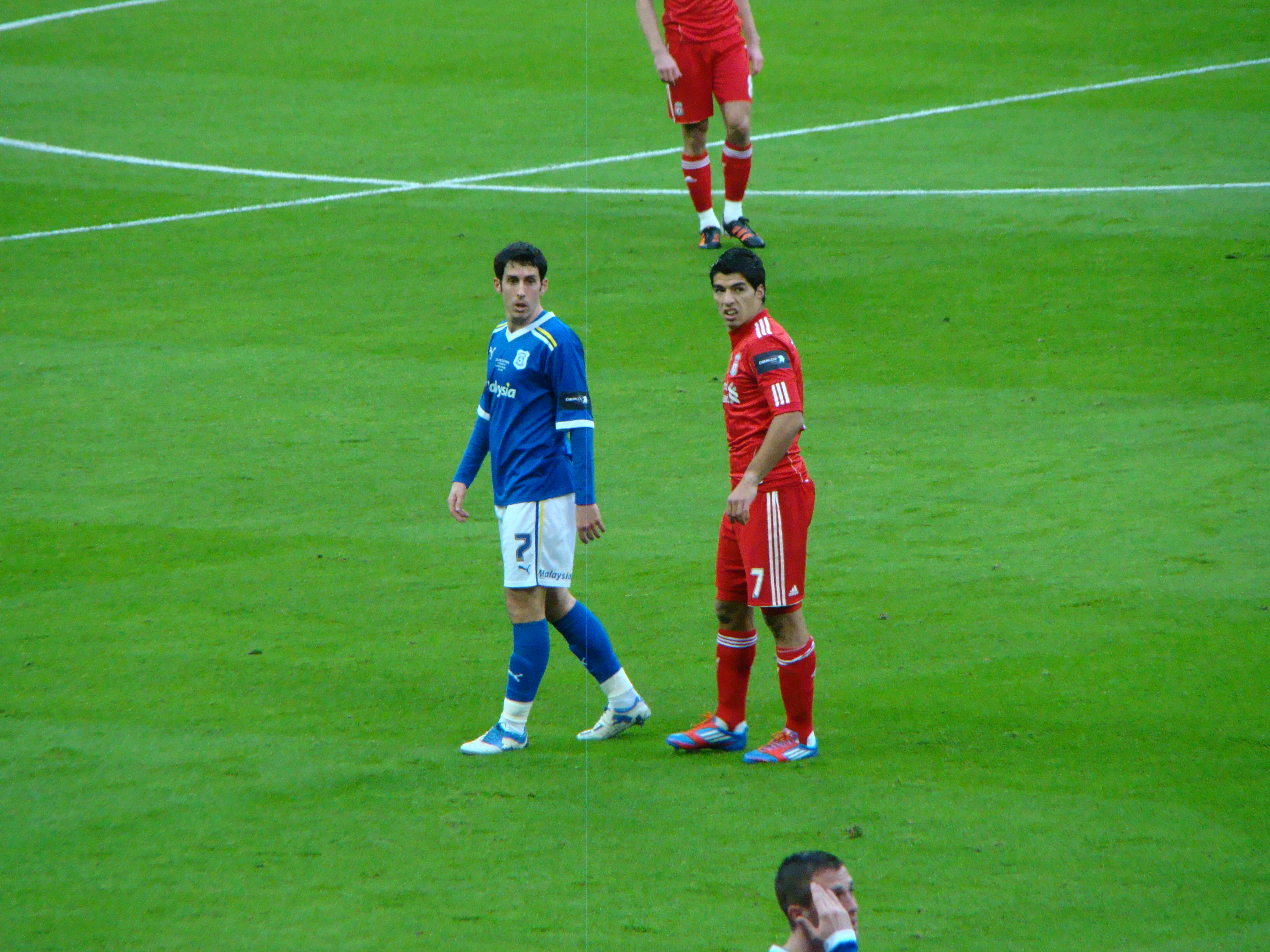
سواريز (يمين) في نهائي كأس الرابطة في عام 2012 ضد كارديف سيتي، بطولته الوحيدة مع ليفربول.

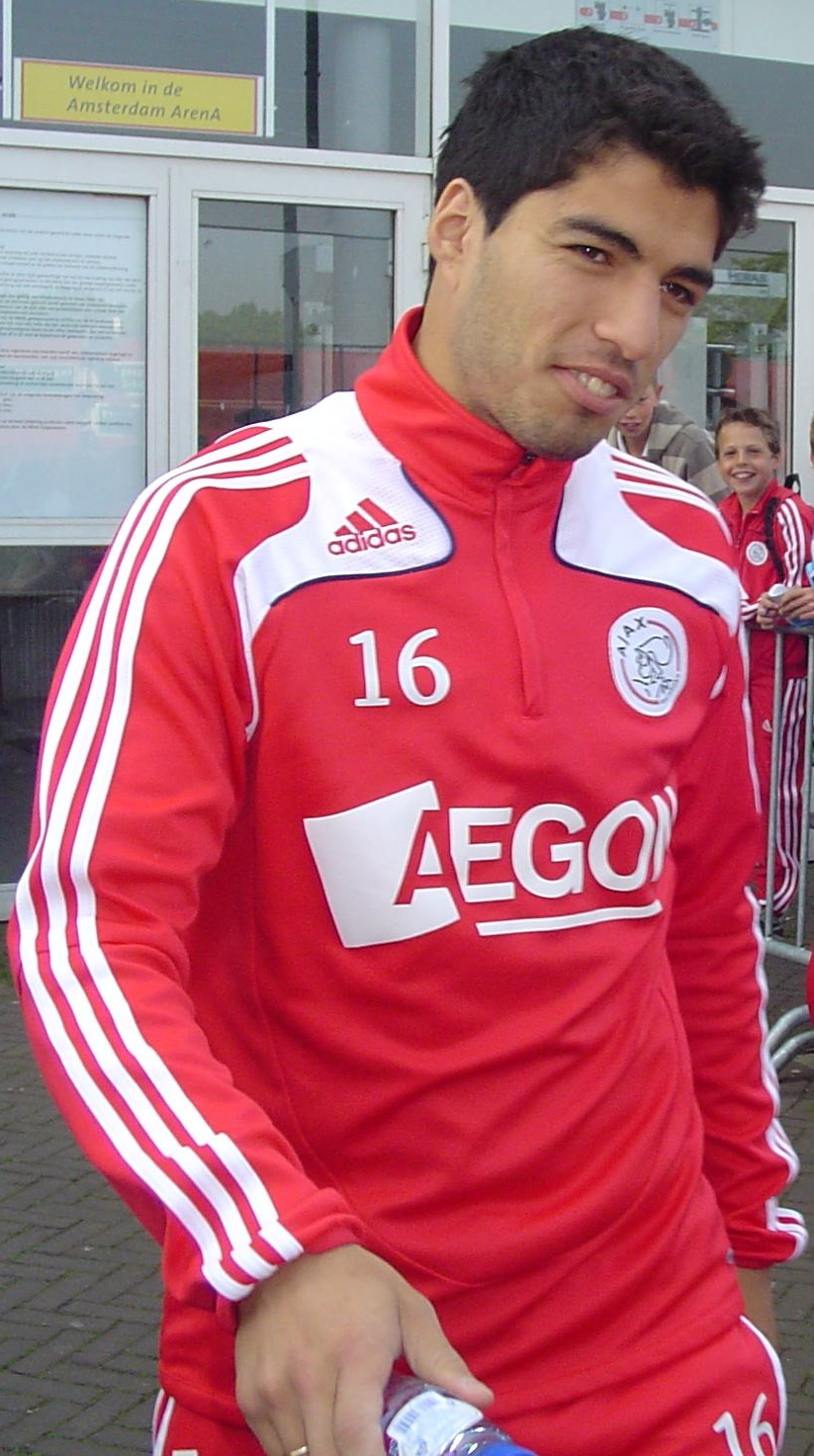
حصل سواريز على الميدالية الفوز بالدوري الهولندي الممتاز 2010–11 مع أياكس، رغم أنه غادر خلال فترة الإنتقالات الشتوية.

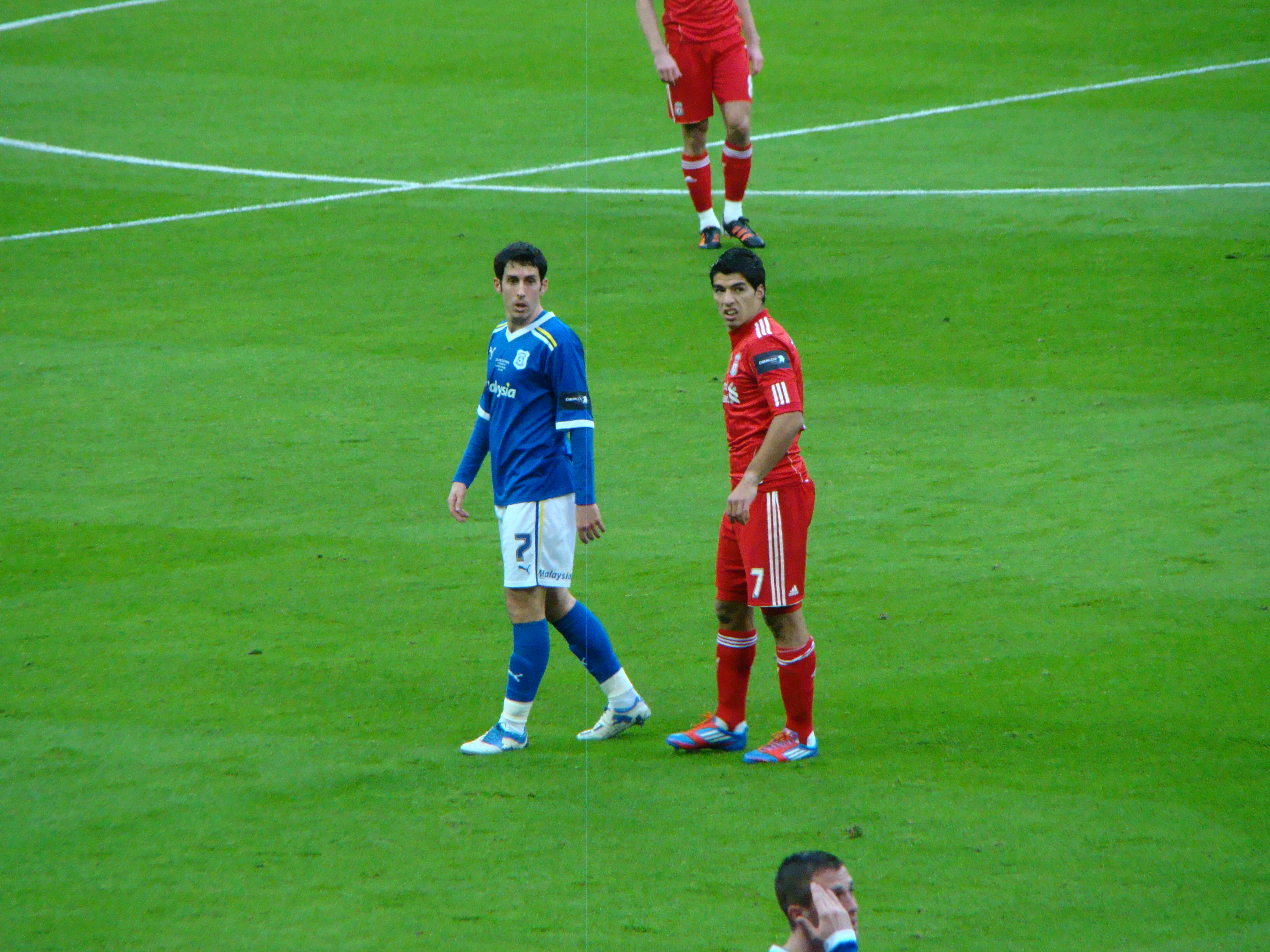
سواريز (يمين) في نهائي كأس الرابطة في عام 2012 ضد كارديف سيتي، بطولته الوحيدة مع ليفربول.

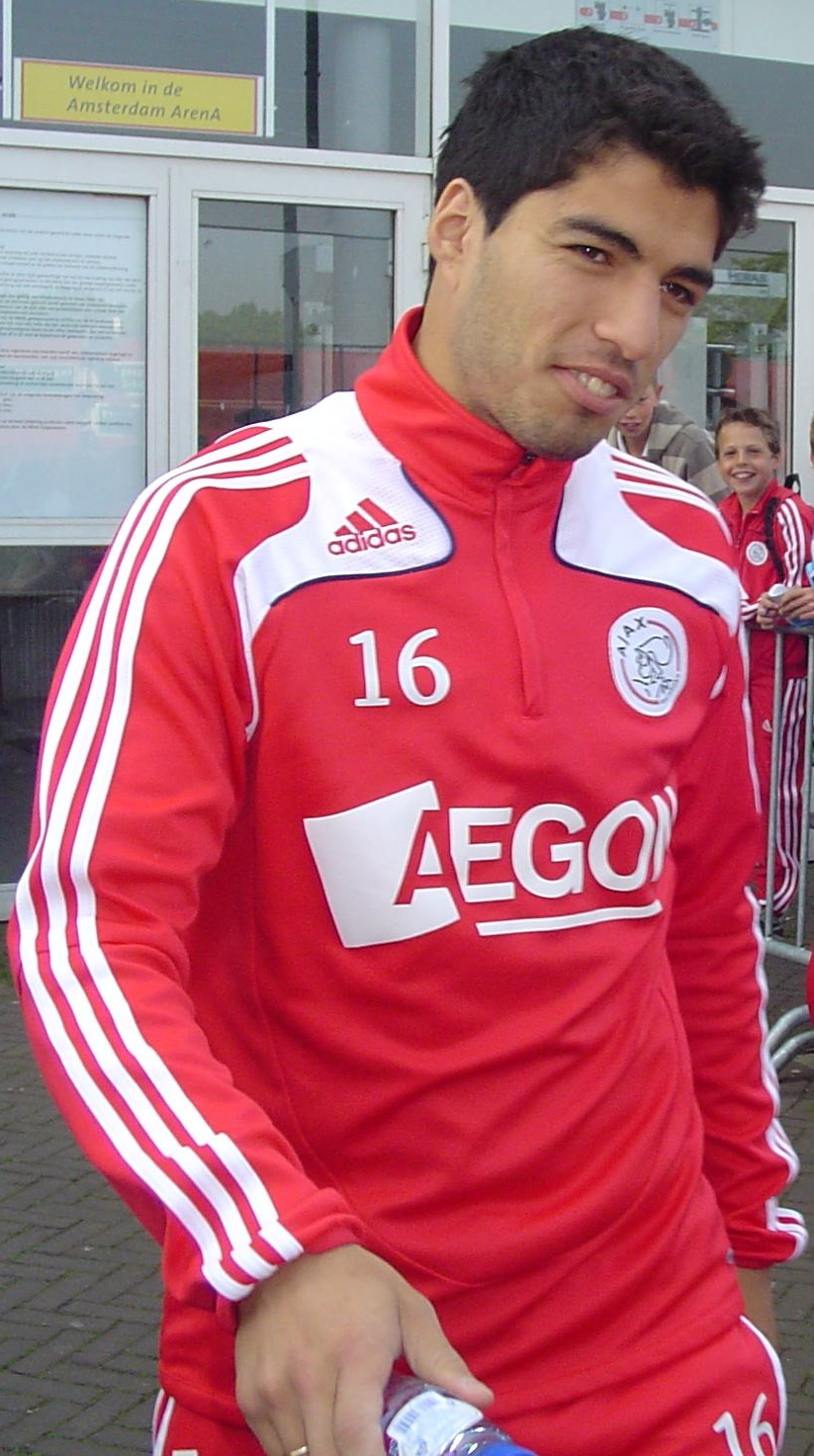
حصل سواريز على الميدالية الفوز بالدوري الهولندي الممتاز 2010–11 مع أياكس، رغم أنه غادر خلال فترة الإنتقالات الشتوية.

- كأس رابطة الأندية الإنجليزية المحترفة: 2011–12

برشلونة
- الدوري الإسباني: 2014–15، 2015–16، 2017–18، 2018–19
- كأس ملك إسبانيا: 2014–15، 2015–16، 2016–17، 2017–18
- كأس السوبر الإسباني: 2016، 2018
- دوري أبطال أوروبا: 2014–15
- كأس السوبر الأوروبي: 2015
- كأس العالم للأندية: 2015

أتلتيكو مدريد
- الدوري الإسباني: 2020–21

غريميو
- كأس السوبر البرازيلي: 2022–23

إنتر ميامي
- درع المشجعين: 2024

الأوروغواي
- كوبا أمريكا: 2011

الفردية
- جائزة الحذاء الذهبي الأوروبي: 2013–14 (بالتشارك مع كريستيانو رونالدو)، 2015–16
- جائزة باركليز أفضل لاعب في الموسم : 2013–14
- جائزة رابطة الكتاب والنقاد الإنجليزية لأفضل لاعب في الدوري الإنجليزي : 2013–14
- جائزة جمعية لاعبي كرة القدم المحترفين لأفضل لاعب في الدوري الإنجليزي : 2013–14
- جائزة الحذاء الذهبي في الدوري الإنجليزي الممتاز: 2013–14
- جائزة ألدو روفيرا: 2015
- جائزة الذهبية أفضل لاعب في كأس العالم للأندية: 2015
- جائزة أفضل لاعب اجنبي في الدوري الإسباني: 2015–16
- جائزة البيتيتشي لهداف الدوري الإسباني 2015–16

## وصلات خارجية
- لويس سواريز على موقع IMDb (الإنجليزية)
- لويس سواريز على موقع قاعدة بيانات الفيلم (الإنجليزية)
- لويس سواريز على موقع الاتحاد الدولي (مؤرشف)  (الإنجليزية)
- لويس سواريز على موقع الاتحاد الأوربي (الإنجليزية)
- لويس سواريز على موقع الدوري الأمريكي (الإنجليزية)
- لويس سواريز على موقع إي إس بي إن إف سي (الإنجليزية)
- لويس سواريز على موقع قاعدة بيانات كرة القدم.إي يو (الإنجليزية)
- لويس سواريز على موقع ليكيب (الفرنسية)
- لويس سواريز على موقع ناشيونال فوتبول تيمز (الإنجليزية)
- لويس سواريز على موقع Soccerbase.com (لاعب) (الإنجليزية)
- لويس سواريز على موقع Soccerway.com (الإنجليزية)
- لويس سواريز على موقع عالم كرة القدم.نت (الإنجليزية)
- لويس سواريز على نادي برشلونة
- لويس سواريز على تاريخ ليفربول
- لويس سواريز على الدوري الإنجليزي الممتاز
- لويس سواريز على Sportskeeda
- لويس سواريز – سجل منافسات اليويفا

## مسيرته الكروية

### بداياته
بدأ مسيرته الكروية مع نادي ناسيونال في عام 2005، ولعب معهم حتى عام 2006، ولعب معهم 29 مباراة وسجل 12 هدف، وفي موسم 2006–07 انتقل إلى نادي غرونيننغن الهولندي، ولعب معهم 33 مباراة وسجل 13 هدف، وفي أغسطس 2007 انتقل إلى نادي أياكس أمستردام الهولندي بعد ذلك في عام 2011 وتحديدا في شهر يناير انتقل إلى نادي ليفربول الإنجليزي.وهو يلعب مع منتخب أوروغواي لكرة القدم منذ عام 2007.
انضم سواريز إلى فريق ناسيونال مونتيفيديو المحلي للشباب في سن 14 عاما. في إحدى الليالي تم القبض عليه يشرب ويرتاد الحفلات، وهدده مدربه انه لن يلعب إلا إذا بدأ لعب كرة القدم بشكل أكثر جدية. في مايو 2005، في سن 16 عاما، لعب لأول مرة الأولى ضد فريق جونيور دي بارانكيا في كأس ليبرتادوريس. وسجل هدفه الأول في سبتمبر 2005 وساعد في فوز ناسيونال الأوروغواياني 2005–06 الدوري برصيد 10 أهداف في 28 مباراة.

### أياكس
في عام 2006 شاهده مجموعة من كشافي فريق غرونينغين الهولندي أثناء وجودهم في الأوروغواي ومن خلال مباراة واحد لعبها سواريز قرروا ضمه مقابل (800.000) جنيه حيث انتقل إلى هولندا ولكنه عانى كثيراً من حيث اللغة ولم يتأقلم إلا عندما بذل مجهوداً كبيراً من أجل تعلم اللغة الهولندية.
وبعد أن أحرز عشرة أهداف للفريق في موسم 2006–07 للفريق الهولندي طلب مسؤولو فريق أياكس ضمه مقابل (3.5) ملايين جنيه لكن غرونينغين رفض العرض مما أصاب النجم الأوروغواياني بخيبة الأمل قبل أن يرفع أياكس عرضه إلى (7.5) ملايين جنيه وينتقل سواريز إلى العملاق أياكس. تألق سواريز كثيراً في صفوف أياكس حيث لعب له 110 مباريات محرزاً 81 هدفاً، وفي عام 2011 انتقل إلى ليفربول الإنجليزي مواصلا تألقه وحسمه للكثير من المباريات.

### ليفربول
في صيف 2011 إنتقل سواريز إلى نادي ليفربول الإنجليزي قادما من أياكس أمستردام، حاز على بطولة كأس رابطة الأندية الإنجليزية المحترفة في أول مواسمه، واستطاع أن يحرز الحذاء الذهبي مناصفة مع كريستيانو رونالدو في 2014، لعب لليفربول 110 مباريات وسجل 68 هدف.

### برشلونة
وفي 11 يوليو 2014 انتقل سواريز إلى نادي برشلونة الإسباني، وبالرغم من عدم كشف قيمة الصفقة، إلا أن الصحافة الإنجليزية تؤكد بأنها تقترب من قيمة 75 مليون جنيه استرليني (94.34 مليون يورو). حيث ارتدى القميص رقم 9 مع الفريق. وفي بداية الموسم الجديد لم يلعب سواريز بعض المباريات نتيجة عقوبة المنع التي أصدرها بحقه الاتحاد الدولي لكرة القدم، بعدما قام بعض المدافع الإيطالي جورجيو كيلليني في بطولة كأس العالم 2014 حيث بدأ أولى مبارياته في الكلاسيكو أمام ريال مدريد في 26 أكتوبر 2014 التي خسرها بنتيجة 3–1. في 2015 سجل هدفين في مرمى ريال مدريد حيث أن الأهداف كانت هدف 40 له مع برشلونة. حيث شملت العقوبة منع سواريز من لعب أي مباراة رسمية لمدة 4 أشهر (لغاية 26 أكتوبر)، وتم في يوم 14 اغسطس 2014 قرار المحكمة الرياضية بالسماح له بالتدريب ودخول الملعب فقط .

#### موسم 2016–17
يوم 14 أغسطس، سجل سواريز أول أهدافه الرسمية في موسم 2016–17 في مباراة ذهاب كأس السوبر الإسباني 2016 التي انتهت بفوز برشلونة بنتيجة 2–0. يوم 20 أغسطس، سجل سواريز هاتريك في أولى مباريات برشلونة في الدوري الإسباني ضد ريال بيتيس والتي انتهت بفوز برشلونة بنتيجة 6–2.

#### موسم 2017–18
في بداية الموسم خسر برشلونة السوبر الاسباني أمام غريمه التقليدي ريال مدريد بمجموع المباراتين 5–1 وسجل أول اهدافه في الموسم في ديربي كاتلونيا أمام نادي اسبانيول حيث سجل الهدف الخامس بصناعة من زميله الفرنسي عثمان ديمبيلي وسجل لويس سواريز أول ثنائية له في الموسم أمام نادي ليغانيس حيث انتهت النتيجة 3–0 لصالح البلاوغرانا واستطاع أيضا تسجيل هدف في آخر الدقائق ضد نادي اتلتيكو مدريد لتصبح النتيجة 1–1 ويحافظ على سجل النادي في بطولة الدوري خاليا من الخسائر، وسجل لويس الهدف رقم 400 في مسيرته أمام ريال مدريد بصناعة من زميله الاسباني سيرجي روبيرتو لتنتهي المباراة بفوز برشلونة 3–0.

#### موسم 2018–19
في 2 سبتمبر 2018، سجل سواريز هدفين لبرشلونة في مباراة الفوز 8–2 على نادي هويسكا الذي صعد حديثا. بعد أسبوع، سجل هدفاً في المباراة التي انتهت بفوز فريقه 2–1 على ريال سوسييداد. في 28 أكتوبر، سجل سواريز هاتريك تاريخي في مباراة الفوز 5–1 على ريال مدريد في الكلاسيكو. ليصبح سواريز ثاني لاعب من برشلونة (بعد ميسي) يسجل هاتريك في الكلاسيكو في الدوري منذ روماريو في عام 1994. تمكن في النهاية من الفوز بلقب الدوري الإسباني للمرة الرابعة مع برشلونة. ومع ذلك، سجل سواريز هدفًا واحدًا فقط في دوري أبطال أوروبا 2018–19، وكان في مباراة الفوز 3–0 على ناديه السابق ليفربول في مباراة الذهاب نصف النهائي، ثم خسر برشلونة مباراة الإياب 0–4 على ملعب أنفيلد ليتم إقصاؤه من المنافسة.

#### موسم 2019–20
سجل سواريز ثنائية الفوز 2–1 على إنتر ميلان في دور المجموعات لدوري أبطال أوروبا 2019–20. في وقت لاحق، سجل هدفًا في الهزيمة 2–8 أمام بايرن ميونخ في ربع النهائي، ليخرج برشلونة بدون ألقاب لأول مرة منذ منذ موسم 2007–08.

### أتلتيكو مدريد
في 23 سبتمبر 2020، بعد فشله في الانضمام إلى يوفنتوس ووسط اتهامات بأنه غش في طريقه للحصول على الجنسية الإيطالية، وقع سواريز عقدًا لمدة عامين مع أتلتيكو مدريد.

#### موسم 2020–21
في 27 سبتمبر، شارك لأول مرة مع النادي، وسجل هدفين وصنع هدف ماركوس يورينتي في الفوز 6–1 على غرناطة.

## مسيرته الدولية

### كأس العالم 2010
استطاع سواريز الملقب بلاعب كرة اليد من تسجيل ثلاثة أهداف في كأس العالم، وتعرض للطرد في مباراة الربع النهائي مع غانا بسبب تعمده إبعاد كرة عن مرمى منتخبه بيده فتحسب ركلة جزاء في آخر ثواني المباراة ولكن الكرة أصابت القائم العلوي من المرمى وكان لهذا التصرف منه دور كبير في تأهل الاوروغواي إلى الدور نصف النهائي.

### كوبا أمريكا 2011
في بطولة كوبا أمريكا سجل سواريز أول أهدافه في المباراة الافتتاحية أمام البيرو و التي انتهت 1–1. الاوروغواي أنهت دور المجموعات في المركز الثاني وتأهلوا للدور الثاني. في دوري ربع النهائي أقصت الأوروغواي البلد المضيف الأرجنتين بركلات الجزاء بنتيجة 4–5 بعد أن انتهت أشواط المباراة بالتعادل الإيجابي 1–1. في دور نصف النهائي سواريز سجل هدفين أمام البيرو لتتأهل الاوروغواي للنهائي بعد الفوز بنتيجة 2–0. أمام منتخب الباراغواي في النهائي سجل سواريز الهدف الأول لمنتخب بلاده لتفوز الاوروغواي بنتيجة 3–0 و تصبح بطلة كوبا للمرة 15 في تاريخها. سواريز أنهى البطولة بتسجيله 4 أهداف وفاز بجائزة أفضل لاعب في البطولة.

### الألعاب الأولمبية 2012
شارك لويس سواريز في الألعاب الأولمبية الصيفية 2012 مع منتخب الأوروغواي. وساعد منتخبه في الفوز على منتخب تشيلي بنتيجة 6–4 في المباريات الاستعدادية للأولمبياد وسجل هاتريك.
تم اختيار سواريز كابتن الأوروغواي في الأولمبياد. في المباراة الافتتاحية تمكن منتخبه من هزيمة منتخب الإمارات العربية المتحدة. بعد ذلك خسرت الأوروغواي مباراتين الأولى من السنغال ثم من منتخب بريطانيا لتغادر البطولة من دور المجموعات بدون أن يسجل سواريز أي هدف.

### كأس القارات 2013
شارك سواريز في بطولة كأس القارات 2013 المقامة في البرازيل. وفي المباراة الافتتاحية سجل هدف من ركلة حرة من على بعد 25 ياردة أمام منتخب إسبانيا لكن الأوروغواي خسرت المباراة بنتيجة 2–1. بعد ذلك سجل سواريز ثنائية أمام منتخب تاهيتي وساعد منتخبه على الفوز بنتيجة 8–0 ليصبح بعد ذلك أكثر سجل في تاريخ منتخب الأوروغواي بـ 35 هدف. الأوروغواي تأهلت للأدوار الاقصائية لتقابل البرازيل لكنها خسرت بنتيجة 1–2 لتودع البطولة.

### كأس العالم 2014
لعب لويس سواريز مبارتين فقط في مونديال البرازيل، سجل في الأولى هدفين ضد إنجلترا، بينما الثانية كانت أمام المنتخب الإيطالي، حيث قام بعض المدافع الإيطالي جورجيو كيلليني، وقد وكانت عقوبة الفيفا له هي منعه من القيام بأي نشاط كروي لمدة 4 أشهر و9 مباريات دولية، وهي أطول عقوبة منع في تاريخ الاتحاد الدولي لكرة القدم، حيث كانت في السابق مسجلة باسم الإيطالي ماورو تاسوتي عندما قام بكسر أنف الإسباني لويس انريكي في كأس العالم 1994 في الولايات المتحدة.

### كأس العالم 2018 وكوبا أمريكا المئوية
في 25 مارس 2016، بعد أكثر من عام من الغياب الدولي، سجل سواريز هدف التعادل أمام البرازيل لتنتهي المباراة بالتعادل 2–2 في تصفيات كأس العالم 2018. أدرج سواريز في تشكيلة منتخب الأوروغواي المكونة من 23 لاعب للمشاركة في كوبا أمريكا المئوية، على الرغم من أنه يعاني من إصابة في أوتار الركبة منذ نهائي كأس ملك إسبانيا 2016 في 22 مايو. على الرغم من أنه بقي في تشكيلة الفريق، إلا أنه غاب عن مباراتي الخسارة في المجموعات مام المكسيك وفنزويلا، مما أدى إلى إقصاء منتخبع من الدور الأول من البطولة. وبقي مرة أخرى على مقاعد البدلاء في مباراة فوز الأوروغواي في المباراة الأخيرة 3–0 على جامايكا في 13 يونيو.
سجل سواريز هدفين في 10 أكتوبر 2017 حيث فازت الأوروغواي 4–2 على ضيفتها بوليفيا في آخر مباراة لها في تصفيات كأس العالم، مما ضمن لها مكان في كأس العالم في روسيا. في مارس، فازت الأوروغواي بكأس الصين 2018، وسجل سواريز هدفه الدولي رقم 50 عن طريق ركلة جزاء ضد التشيك في نصف النهائي. شارك في مباراة رقم 100 في 20 يونيو 2018 في ثاني مباراة المنتخب في المجموعات في كأس العالم، وسجل هدف المباراة الوحيد ضد السعودية على ملعب روستوف أرينا في روستوف ليضمن التأهل لمنتخب بلاده إلى دور الـ16. في مباراة دور الـ16 ضد البرتغال في 30 يونيو، صنع سواريز هدف المباراة الافتتاحي لكافاني، وأنتهت المباراة بفوز منتخب 2–1. في 6 يوليو أُقصيت الأوروغواي من البطولة بعد هزيمتها 2–0 أمام فرنسا – البطل لاحقًا – في دور الثمانية.

## الإحصائيات

### النادي
آخر تحديث 22 مايو 2021. 
| النادي        | الموسم   | الدوري               | الدوري | الدوري  | الكأس الوطني | الكأس الوطني | كأس الدوري | كأس الدوري | قاري   | قاري    | أخرى   | أخرى    | المجموع | المجموع |
| النادي        | الموسم   | الدوري               | الظهور | الأهداف | الظهور       | الأهداف      | الظهور     | الأهداف    | الظهور | الأهداف | الظهور | الأهداف | الظهور  | الأهداف |
| ------------- | -------- | -------------------- | ------ | ------- | ------------ | ------------ | ---------- | ---------- | ------ | ------- | ------ | ------- | ------- | ------- |
| ناسيونال      | 2005–06  | الدوري الأوروغواياني | 27     | 10      | —            | —            | —          | —          | 3      | 0       | 4      | 2       | 34      | 12      |
| غرونيننغن     | 2006–07  | الدوري الهولندي      | 29     | 10      | 2            | 1            | —          | —          | 2      | 1       | 4      | 3       | 37      | 15      |
| أياكس         | 2007–08  | الدوري الهولندي      | 33     | 17      | 3            | 2            | —          | —          | 4      | 1       | 4      | 2       | 44      | 22      |
| أياكس         | 2008–09  | الدوري الهولندي      | 31     | 22      | 2            | 1            | —          | —          | 10     | 5       | –      | –       | 43      | 28      |
| أياكس         | 2009–10  | الدوري الهولندي      | 33     | 35      | 6            | 8            | —          | —          | 9      | 6       | —      | —       | 48      | 49      |
| أياكس         | 2010–11  | الدوري الهولندي      | 13     | 7       | 1            | 1            | —          | —          | 9      | 4       | 1      | 0       | 24      | 12      |
| أياكس         | المجموع  | المجموع              | 110    | 81      | 12           | 12           | —          | —          | 32     | 16      | 5      | 2       | 159     | 111     |
| ليفربول       | 2010–11  | الدوري الإنجليزي     | 13     | 4       | 0            | 0            | 0          | 0          | 0      | 0       | —      | —       | 13      | 4       |
| ليفربول       | 2011–12  | الدوري الإنجليزي     | 31     | 11      | 4            | 3            | 4          | 3          | —      | —       | —      | —       | 39      | 17      |
| ليفربول       | 2012–13  | الدوري الإنجليزي     | 33     | 23      | 2            | 2            | 1          | 1          | 8      | 4       | —      | —       | 44      | 30      |
| ليفربول       | 2013–14  | الدوري الإنجليزي     | 33     | 31      | 3            | 0            | 1          | 0          | —      | —       | —      | —       | 37      | 31      |
| ليفربول       | المجموع  | المجموع              | 110    | 69      | 9            | 5            | 6          | 4          | 8      | 4       | —      | —       | 133     | 82      |
| برشلونة       | 2014–15  | الدوري الإسباني      | 27     | 16      | 6            | 2            | —          | —          | 10     | 7       | —      | —       | 43      | 25      |
| برشلونة       | 2015–16  | الدوري الإسباني      | 35     | 40      | 4            | 5            | —          | —          | 9      | 8       | 5      | 6       | 53      | 59      |
| برشلونة       | 2016–17  | الدوري الإسباني      | 35     | 29      | 6            | 4            | —          | —          | 9      | 3       | 1      | 1       | 51      | 37      |
| برشلونة       | 2017–18  | الدوري الإسباني      | 33     | 25      | 6            | 5            | —          | —          | 10     | 1       | 2      | 0       | 51      | 31      |
| برشلونة       | 2018–19  | الدوري الإسباني      | 33     | 21      | 5            | 3            | —          | —          | 10     | 1       | 1      | 0       | 49      | 25      |
| برشلونة       | 2019–20  | الدوري الإسباني      | 28     | 16      | 0            | 0            | —          | —          | 7      | 5       | 1      | 0       | 36      | 21      |
| برشلونة       | المجموع  | المجموع              | 191    | 147     | 27           | 19           | —          | —          | 55     | 25      | 10     | 7       | 283     | 198     |
| أتلتيكو مدريد | 2020–21  | الدوري الإسباني      | 32     | 21      | 0            | 0            | —          | —          | 6      | 0       | —      | —       | 38      | 21      |
| الإجمالي      | الإجمالي | الإجمالي             | 499    | 338     | 50           | 37           | 6          | 4          | 107    | 46      | 23     | 14      | 685     | 439     |

1. ↑  تشمل مسابقات الكأس مثل كأس هولندا، وكأس الاتحاد الإنجليزي وكأس ملك إسبانيا
2. ↑  تشمل كأس رابطة الأندية الإنجليزية المحترفة
3. ↑  مباراة في كوبا ليبرتادوريس
4. ↑  مباراتين وهدفين في تصفيات الدوري الأوروغواياني الممتاز
5. 1 2  المباريات في كأس الاتحاد الاوروبي
6. 1 2  المباريات في تصفيات الدوري الهولندي
7. ↑  مباراتين وهدف واحد في دوري أبطال أوروبا، ومباراتين في كأس الاتحاد الأوروبي.
8. 1 2  المباريات في كأس الاتحاد الأوروبي
9. 1 2 3 4 5 6 7 8  المباريات في دوري أبطال أوروبا
10. ↑  المباريات في كأس السوبر الهولندي
11. ↑  مباراة واحدة وهدف في كأس السوبر الأوروبي، مباراتين في كأس السوبر الإسباني مباراتين و5 أهداف في كأس العالم للاندية.
12. 1 2 3 4  المباريات في كأس السوبر الإسباني

### الدولية
آخر تحديث 28 نوفمبر 2022.
| الأوروغواي | الأوروغواي | الأوروغواي |
| السنة      | الظهور     | الأهداف    |
| ---------- | ---------- | ---------- |
| 2007       | 6          | 2          |
| 2008       | 10         | 4          |
| 2009       | 12         | 3          |
| 2010       | 11         | 7          |
| 2011       | 13         | 10         |
| 2012       | 8          | 3          |
| 2013       | 16         | 9          |
| 2014       | 6          | 5          |
| 2016       | 8          | 3          |
| 2017       | 5          | 2          |
| 2018       | 11         | 6          |
| 2019       | 7          | 4          |
| 2020       | 3          | 4          |
| 2021       | 12         | 2          |
| 2022       | 8          | 3          |
| المجموع    | 136        | 68         |

## الإنجازات
ناسيونال
- دوري الأوروغواي: 2005–06، 2022-23

أياكس
- الدوري الهولندي: 2010–11
- كأس هولندا: 2009–10
- كأس السوبر الهولندي: 2007

ليفربول
- كأس رابطة الأندية الإنجليزية المحترفة: 2011–12

برشلونة
- الدوري الإسباني: 2014–15، 2015–16، 2017–18، 2018–19
- كأس ملك إسبانيا: 2014–15، 2015–16، 2016–17، 2017–18
- كأس السوبر الإسباني: 2016، 2018
- دوري أبطال أوروبا: 2014–15
- كأس السوبر الأوروبي: 2015
- كأس العالم للأندية: 2015

أتلتيكو مدريد
- الدوري الإسباني: 2020–21

غريميو
- كأس السوبر البرازيلي: 2022–23

الأوروغواي
- كوبا أمريكا: 2011

الفردية
- جائزة الحذاء الذهبي الأوروبي: 2013–14 (بالتشارك مع كريستيانو رونالدو)، 2015–16
- جائزة باركليز أفضل لاعب في الموسم : 2013–14
- جائزة رابطة الكتاب والنقاد الإنجليزية لأفضل لاعب في الدوري الإنجليزي : 2013–14
- جائزة جمعية لاعبي كرة القدم المحترفين لأفضل لاعب في الدوري الإنجليزي : 2013–14
- جائزة الحذاء الذهبي في الدوري الإنجليزي الممتاز: 2013–14
- جائزة ألدو روفيرا: 2015
- جائزة الذهبية أفضل لاعب في كأس العالم للأندية: 2015
- جائزة أفضل لاعب اجنبي في الدوري الإسباني: 2015–16
- جائزة البيتيتشي لهداف الدوري الإسباني 2015–16

## وصلات خارجية
- لويس سواريز على موقع IMDb (الإنجليزية)
- لويس سواريز على موقع قاعدة بيانات الفيلم (الإنجليزية)
- لويس سواريز على موقع الاتحاد الدولي (مؤرشف)  (الإنجليزية)
- لويس سواريز على موقع الاتحاد الأوربي (الإنجليزية)
- لويس سواريز على موقع الدوري الأمريكي (الإنجليزية)
- لويس سواريز على موقع إي إس بي إن إف سي (الإنجليزية)
- لويس سواريز على موقع قاعدة بيانات كرة القدم.إي يو (الإنجليزية)
- لويس سواريز على موقع ليكيب (الفرنسية)
- لويس سواريز على موقع ناشيونال فوتبول تيمز (الإنجليزية)
- لويس سواريز على موقع Soccerbase.com (لاعب) (الإنجليزية)
- لويس سواريز على موقع Soccerway.com (الإنجليزية)
- لويس سواريز على موقع عالم كرة القدم.نت (الإنجليزية)
- لويس سواريز على نادي برشلونة
- لويس سواريز على تاريخ ليفربول
- لويس سواريز على الدوري الإنجليزي الممتاز
- لويس سواريز على Sportskeeda
- لويس سواريز – سجل منافسات اليويفا